# Amar (film, 2017)
Pour les articles homonymes, voir Amar.
Pour plus de détails, voir Fiche technique et Distribution.
Amar (sous-titré Avec toi jusqu'à la fin du monde,,) est un film romantique dramatique espagnol réalisé par Esteban Crespo. Il a été présenté au Festival du cinéma espagnol de Malaga en mars 2017 et il est sorti dans les salles de cinéma espagnoles en avril 2017. Il met en vedettes María Pedraza et Pol Monen, avec la participation de Natalia Tena, Gustavo Salmerón, Nacho Fresneda et Greta Fernández.

## Synopsis
Laura et Carlos s'aiment comme si chaque jour était leur dernier. Poussée par le désir de contrôler sa propre vie et de se libérer du contrôle de sa mère, Laura rêve de tomber enceinte. Tous deux cherchent leur place dans ce monde, mais un an plus tard et un peu plus mature, leur passion profonde n'est qu'un souvenir.

## Distribution
- María Pedraza (VF : Caroline Pascal) : Laura
- Pol Monen (VF : Jean Remi Tichit) : Carlos
- Greta Fernández (VF : Jessica Barrier) : Lola
- Natalia Tena (VF : Emmanuelle Rivière) : Merche, la mère de Laura
- Nacho Fresneda (VF : Marc Bretonnière) : le père de Laura
- Maria Caballero (VF : Christel Billault) : Marta
- Jorge Silvestre (VF : Luc Arden) : El Moro
- Paz Muñoz (VF : Anouck Hautbois) : Susana
- Gustavo Salmerón (VF : Philippe Bozo) : Pablo
- Jorge Motos (VF : Maxime Baudouin) : frère Carlos

Avec la participation de
- Antonio Valero (VF : Philippe Roullier) : le père de Carlos
- Sonia Almarcha : Carmen

## Nominations
- Círculo de Escritores Cinematográficos : nommé en 2018 meilleur nouvel acteur (Mejor Actor Revelación) pour Pol Monen
- Prix Goya : nommé en 2018 meilleur nouvel acteur (Mejor Actor Revelación) pour Pol Monen
- Festival du cinéma espagnol de Malaga : nommé en 2017 meilleur film espagnol (Mejor Película Española) pour Esteban Crespo